# 4 Heures de Portimão 2021
Navigation
Édition précédente Édition suivante
Les 4 Heures de Portimão 2021, disputées le 24 octobre 2021 sur l'Autódromo Internacional do Algarve sont la sixième et dernière manche de l'European Le Mans Series 2021.

## Engagés

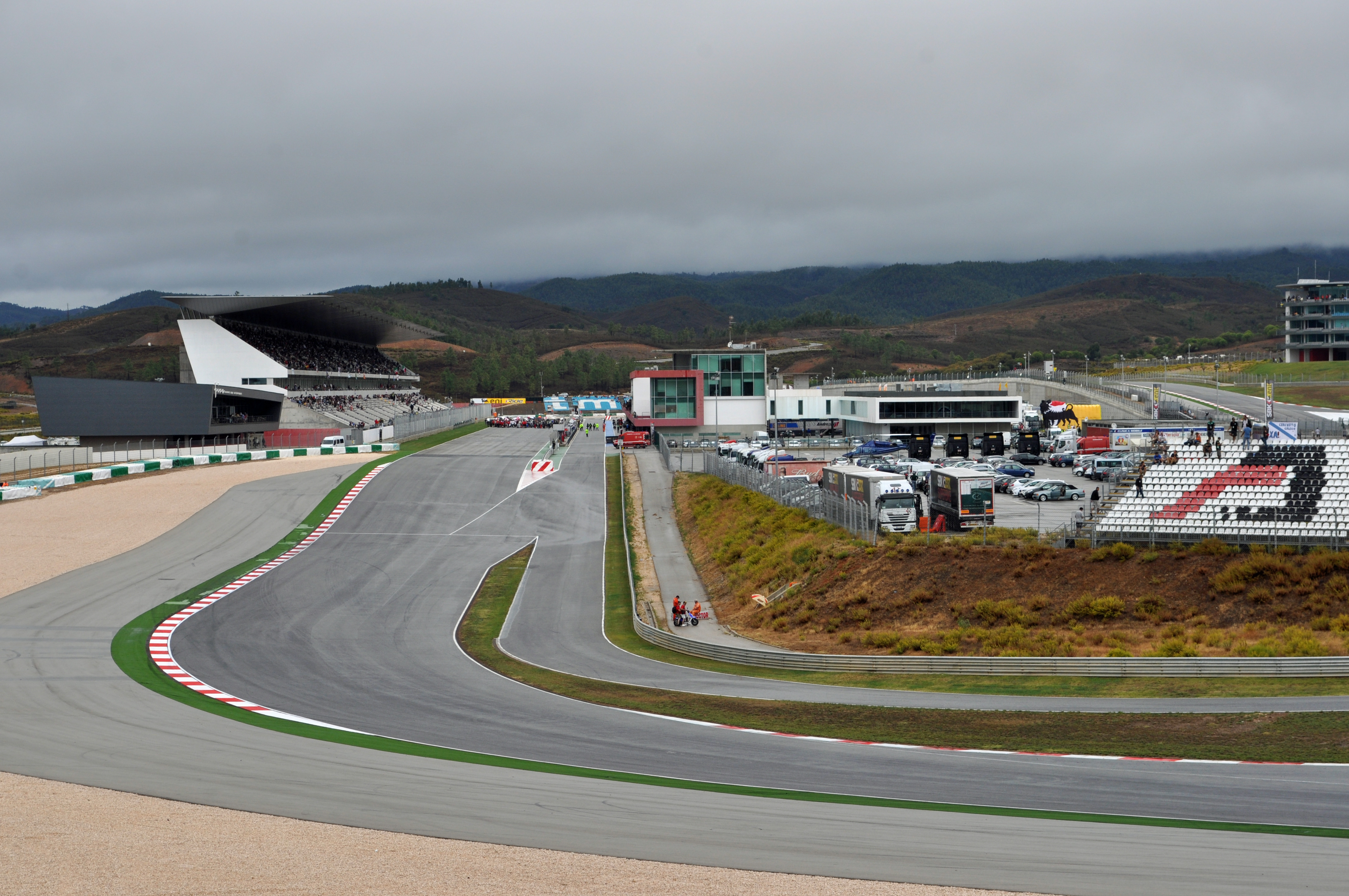
Vue de l'Autódromo Internacional do Algarve

La liste officielle des engagés était composée de 41 voitures, dont 14 en LMP2 dont 5 Pro/Am, 17 en LMP3 et 10 en LM GTE,.
Dans la catégorie LMP2, l'Oreca 07 n°17 de l'écurie française IDEC Sport / Era Motorsport, qui avait déclaré forfait lors des derniers 24 Heures du Mans après deux sorties de piste à la Journée Test puis en essais libres et avoir fait l'impasse lors des 4 Heures de Spa-Francorchamps, n'a également pas participé à la dernière manche du championnat. On note la présence du pilote italien Gianluca Giraudi (de), déjà vu chez Proton Competition en WEC dans l’équipage l'Oreca 07 n°29 de l'écurie Ultimate en remplacement de Francois Heriau, récemment blessé à l'épaule lors d'une lourde chute de vélo. L'Oreca 07 n°39 de l'écurie française Graff a également fait son retour après avoir manqué les 4 Heures de Spa-Francorchamps. Le pilote mexicain Diego Menchaca a été remplacé par la pilote allemande Sophia Flörsch au volant de l'Oreca 07 n°24 de l'écurie portugaise Algarve Pro Racing.
Dans la catégorie LMP3, dans la Ligier JS P320 n°13 de l'écurie polonaise Inter Europol Competition, le pilote australien Aidan Read a été remplacé par le pilote français Adam Eteki. Concernant la Ligier JS P320 n°11 de l'écurie italienne Eurointernational, l'équipage a quant à lui été totalement remanié avec l'arrivée du pilote italien Mattia Drudi, du pilote français Antoine Doquin et du pilote allemand Finn Gehrsitz. La Ligier JS P320 n°20 de l'écurie polonaise Team Virage avait également fait évoluer son équipage en remplaçant le pilote américain Charles Crews par le pilote suisse Alex Fontana. À noter également l’arrivée d'une nouvelle écurie, le Sainteloc Junior Team qui a fait rouler une Ligier JS P320 avec comme équipage le pilote français Fabien Michal et le pilote suisse Lucas Légeret.
Dans la catégorie LMGTE, il est à noter le retour de Gianmaria Bruni au volant de la Porsche 911 RSR-19 n°77 de l'écurie suisse WeatherTech Racing en remplacement du pilote australien Matt Campbell. La Ferrari 488 GTE Evo n°66 de l'écurie anglaise JMW Motorsport avait également fait évoluer son équipage en remplaçant le pilote italien Andrea Fontana par le pilote hongkongais Thong Wei Fung Shaun. AF Corse a également engagé une voiture Ferrari 488 GTE Evo, le n° 61 et celle-ci avait été confiée aux pilotes français Franck Dezoteux, Pierre Ragues et Côme Ledogar.

## Qualifications
| Pos. | Classe | N° | Équipe                    | Pilote                 | Temps           | Écart        |
| 1    | LMP2   | 37 | Cool Racing               | Charles Milesi         | 1 min 30 s 812  | --           |
| 2    | LMP2   | 24 | Algarve Pro Racing        | Ferdinand von Habsburg | 1 min 30 s 989  | + 0 s 177    |
| 3    | LMP2   | 26 | G-Drive Racing            | Nyck de Vries          | 1 min 31 s 105  | + 0 s 293    |
| 4    | LMP2   | 32 | United Autosports         | Nico Jamin             | 1 min 31 s 335  | + 0 s 523    |
| 5    | LMP2   | 41 | Team WRT                  | Louis Delétraz         | 1 min 31 s 461  | + 0 s 649    |
| 6    | LMP2   | 22 | United Autosports         | Jonathan Aberdein      | 1 min 31 s 466  | + 0 s 654    |
| 7    | LMP2   | 65 | Panis Racing              | Will Stevens           | 1 min :31 s 713 | + 0 s 901    |
| 8    | LMP2   | 28 | IDEC Sport                | Paul-Loup Chatin       | 1 min 31 s 988  | + 1 s 176    |
| 9    | LMP2   | 35 | BHK Motorsport            | Markus Pommer          | 1 min 32 s 335  | + 1 s 523    |
| 10   | LMP2   | 25 | G-Drive Racing            | Gustavo Menezes        | 1 min 32 s 638  | + 1 s.826    |
| 11   | LMP2   | 30 | DUQUEINE Team             | René Binder            | 1 min 32 s 751  | + 1 s 939    |
| 12   | LMP2   | 29 | Ultimate                  | Matthieu Lahaye        | 1 min 32 s 813  | + 2 s 001    |
| 13   | LMP3   | 2  | United Autosports         | Wayne Boyd             | 1 min 36 s 372  | + 5 s 560    |
| 14   | LMP3   | 13 | Inter Europol Competition | Ugo de Wilde           | 1 min 36 s 431  | + 5 s 619    |
| 15   | LMP3   | 4  | DKR Engineering           | Laurents Hörr          | 1 min 36 s 488  | + 5 s 676    |
| 16   | LMP3   | 5  | MV2S Racing               | Fabien Lavergne        | 1 min 36 s 868  | + 6 s 056    |
| 17   | LMP3   | 8  | Graff                     | David Droux            | 1 min 37 s 234  | + 6 s 422    |
| 18   | LMP3   | 15 | RLR Msport                | Malthe Jakobsen        | 1 min 37 s 246  | + 6 s 434    |
| 19   | LMP3   | 9  | Graff                     | Matthias Kaiser        | 1 min 37 s 281  | + 6 s 469    |
| 20   | LMP3   | 18 | 1 AIM Villorba Corse      | Alessandro Bressan     | 1 min 37 s 379  | + 6 s 567    |
| 21   | LMP3   | 19 | Cool Racing               | Matthew Bell           | 1 min 37 s 517  | + 6 s 705    |
| 22   | LMP3   | 3  | United Autosports         | Duncan Tappy           | 1 min 37 s 550  | + 6 s 738    |
| 23   | LMP3   | 11 | Eurointernational         | Mattia Drudi           | 1 min 37 s 600  | + 6 s 788    |
| 24   | LMP3   | 7  | Nielsen Racing            | Colin Noble            | 1 min 37 s 997  | + 7 s 185    |
| 25   | LMP3   | 14 | Inter Europol Competition | Nico Pino              | 1 min 38 s 006  | + 7 s 194    |
| 26   | LMP3   | 12 | Racing Experience         | Gary Hauser            | 1 min 38 s 767  | + 7 s 955    |
| 27   | LMP3   | 6  | Nielsen Racing            | Austin McCusker        | 1 min 39 s 012  | + 8 s 200    |
| 28   | LMGTE  | 95 | TF Sport                  | Ross Gunn              | 1 min 39 s 209  | + 8 s 397    |
| 29   | LMGTE  | 77 | WeatherTech Racing        | Gianmaria Bruni        | 1 min 39 s 689  | + 8 s 877    |
| 30   | LMGTE  | 88 | AF Corse                  | Alessio Rovera         | 1 min 39 s 751  | + 8 s 939    |
| 31   | LMGTE  | 93 | Proton Competition        | Richard Lietz          | 1 min 39 s 892  | + 9 s 080    |
| 32   | LMGTE  | 83 | Iron Lynx                 | Rahel Frey             | 1 min 39 s 900  | + 9 s 088    |
| 33   | LMGTE  | 60 | Iron Lynx                 | Paolo Ruberti          | 1 min 39 s 903  | + 9 s 091    |
| 34   | LMGTE  | 80 | Iron Lynx                 | Miguel Molina          | 1 min 40 s 045  | + 9 s 233    |
| 35   | LMGTE  | 61 | AF Corse                  | Côme Ledogar           | 1 min 40 s 257  | + 9 s 445    |
| 36   | LMGTE  | 55 | Spirit of Race            | Matthew Griffin        | 1 min 40 s 315  | + 9 s 503    |
| 37   | LMGTE  | 66 | JMW Motorsport            | Jody Fannin            | 1 min 40 s 611  | + 9 s 799    |
| 38   | LMP3   | 20 | Team Virage               | Alex Fontana           | Temps annulé    | Temps annulé |
| 39   | LMP2   | 34 | Racing Team Turkey        |                        | Pas de temps    | Pas de temps |
| 40   | LMP2   | 39 | Graff                     | Vincent Capillaire     | Temps annulé    | Temps annulé |
| 41   | LMP3   | 42 | Saintéloc Junior Team     | Lucas Légeret          | Temps annulé    | Temps annulé |

## Course

### Classement de la course
Voici le classement provisoire au terme de la course.
- Les vainqueurs de chaque catégorie sont signalés par un fond jauni.
- Pour la colonne Pneus, il faut passer le curseur au-dessus du modèle pour connaître le manufacturier de pneumatiques.

| Pos  | Classe | no   | Écurie                    | Pilotes                                                    | Châssis                        | Pneus | Tours | Temps               |
| Pos  | Classe | no   | Écurie                    | Pilotes                                                    | Moteur                         | Pneus | Tours | Temps               |
| ---- | ------ | ---- | ------------------------- | ---------------------------------------------------------- | ------------------------------ | ----- | ----- | ------------------- |
| 1    | LMP2   | 22   | United Autosports         | Jonathan Aberdein Philip Hanson Tom Gamble                 | Oreca 07                       | G     | 130   | 4 h 00 min 00 s 433 |
| 1    | LMP2   | 22   | United Autosports         | Jonathan Aberdein Philip Hanson Tom Gamble                 | Gibson GK428 4,2 l V8 Atmo     | G     | 130   | 4 h 00 min 00 s 433 |
| 2    | LMP2   | 41   | Team WRT                  | Louis Delétraz Robert Kubica Ye Yifei                      | Oreca 07                       | G     | 130   | + 21 s 748          |
| 2    | LMP2   | 41   | Team WRT                  | Louis Delétraz Robert Kubica Ye Yifei                      | Gibson GK428 4,2 l V8 Atmo     | G     | 130   | + 21 s 748          |
| 3    | LMP2   | 24   | Algarve Pro Racing        | Sophia Flörsch Ferdinand von Habsburg Richard Bradley      | Oreca 07                       | G     | 130   | + 22 s 678          |
| 3    | LMP2   | 24   | Algarve Pro Racing        | Sophia Flörsch Ferdinand von Habsburg Richard Bradley      | Gibson GK428 4,2 l V8 Atmo     | G     | 130   | + 22 s 678          |
| 4    | LMP2   | 65   | Panis Racing              | Julien Canal Will Stevens James Allen                      | Oreca 07                       | G     | 130   | + 36 s 614          |
| 4    | LMP2   | 65   | Panis Racing              | Julien Canal Will Stevens James Allen                      | Gibson GK428 4,2 l V8 Atmo     | G     | 130   | + 36 s 614          |
| 5    | LMP2   | 26   | G-Drive Racing            | Franco Colapinto Roman Rusinov Nyck de Vries               | Aurus 01                       | G     | 130   | + 39 s 330          |
| 5    | LMP2   | 26   | G-Drive Racing            | Franco Colapinto Roman Rusinov Nyck de Vries               | Gibson GK428 4,2 l V8 Atmo     | G     | 130   | + 39 s 330          |
| 6    | LMP2   | 37   | Cool Racing               | Charles Milesi Alexandre Coigny Nicolas Lapierre           | Oreca 07                       | G     | 130   | + 1 min 21 s .074   |
| 6    | LMP2   | 37   | Cool Racing               | Charles Milesi Alexandre Coigny Nicolas Lapierre           | Gibson GK428 4,2 l V8 Atmo     | G     | 130   | + 1 min 21 s .074   |
| 7    | LMP2   | 28   | IDEC Sport                | Paul-Loup Chatin Paul Lafargue Patrick Pilet               | Oreca 07                       | G     | 129   | + 1 tour            |
| 7    | LMP2   | 28   | IDEC Sport                | Paul-Loup Chatin Paul Lafargue Patrick Pilet               | Gibson GK428 4,2 l V8 Atmo     | G     | 129   | + 1 tour            |
| 8    | LMP2   | 25   | G-Drive Racing            | Rui Andrade John Falb Gustavo Menezes                      | Aurus 01                       | G     | 129   | + 1 tour            |
| 8    | LMP2   | 25   | G-Drive Racing            | Rui Andrade John Falb Gustavo Menezes                      | Gibson GK428 4,2 l V8 Atmo     | G     | 129   | + 1 tour            |
| 9    | LMP2   | 35   | BHK Motorsport            | Sergio Campana Francesco Dracone Markus Pommer             | Oreca 07                       | G     | 128   | + 2 tours           |
| 9    | LMP2   | 35   | BHK Motorsport            | Sergio Campana Francesco Dracone Markus Pommer             | Gibson GK428 4,2 l V8 Atmo     | G     | 128   | + 2 tours           |
| 10   | LMP2   | 32   | United Autosports         | Nico Jamin Manuel Maldonado Job van Uitert                 | Oreca 07                       | G     | 128   | + 2 tours           |
| 10   | LMP2   | 32   | United Autosports         | Nico Jamin Manuel Maldonado Job van Uitert                 | Gibson GK428 4,2 l V8 Atmo     | G     | 128   | + 2 tours           |
| 11   | LMP2   | 29   | Ultimate                  | Matthieu Lahaye Jean-Baptiste Lahaye Gianluca Giraudi (de) | Oreca 07                       | G     | 128   | + 2 tours           |
| 11   | LMP2   | 29   | Ultimate                  | Matthieu Lahaye Jean-Baptiste Lahaye Gianluca Giraudi (de) | Gibson GK428 4,2 l V8 Atmo     | G     | 128   | + 2 tours           |
| 12   | LMP2   | 39   | Graff                     | Vincent Capillaire Arnold Robin Maxime Robin (de)          | Oreca 07                       | G     | 127   | + 3 tours           |
| 12   | LMP2   | 39   | Graff                     | Vincent Capillaire Arnold Robin Maxime Robin (de)          | Gibson GK428 4,2 l V8 Atmo     | G     | 127   | + 3 tours           |
| 13   | LMP3   | 13   | Inter Europol Competition | Martin Hippe Ugo de Wilde Adam Eteki                       | Ligier JS P320                 | M     | 123   | + 7 tours           |
| 13   | LMP3   | 13   | Inter Europol Competition | Martin Hippe Ugo de Wilde Adam Eteki                       | Nissan VK56 5,6 l V8 Atmo      | M     | 123   | + 7 tours           |
| 14   | LMP3   | 2    | United Autosports         | Wayne Boyd Edouard Cauhaupé Rob Wheldon                    | Ligier JS P320                 | M     | 123   | + 7 tours           |
| 14   | LMP3   | 2    | United Autosports         | Wayne Boyd Edouard Cauhaupé Rob Wheldon                    | Nissan VK56 5,6 l V8 Atmo      | M     | 123   | + 7 tours           |
| 15   | LMP3   | 9    | Graff                     | Matthias Kaiser Rory Penttinen                             | Ligier JS P320                 | M     | 123   | + 7 tours           |
| 15   | LMP3   | 9    | Graff                     | Matthias Kaiser Rory Penttinen                             | Nissan VK56 5,6 l V8 Atmo      | M     | 123   | + 7 tours           |
| 16   | LMP3   | 4    | DKR Engineering           | Laurents Hörr Mathieu de Barbuat                           | Duqueine M30 - D08             | M     | 123   | + 7 tours           |
| 16   | LMP3   | 4    | DKR Engineering           | Laurents Hörr Mathieu de Barbuat                           | Nissan VK56 5,6 l V8 Atmo      | M     | 123   | + 7 tours           |
| 17   | LMP3   | 42   | Saintéloc Junior Team     | Fabien Michal Lucas Légeret                                | Ligier JS P320                 | M     | 122   | + 8 tours           |
| 17   | LMP3   | 42   | Saintéloc Junior Team     | Fabien Michal Lucas Légeret                                | Nissan VK56 5,6 l V8 Atmo      | M     | 122   | + 8 tours           |
| 18   | LMP3   | 8    | Graff                     | David Droux Sébastien Page Eric Trouillet                  | Ligier JS P320                 | M     | 122   | + 8 tours           |
| 18   | LMP3   | 8    | Graff                     | David Droux Sébastien Page Eric Trouillet                  | Nissan VK56 5,6 l V8 Atmo      | M     | 122   | + 8 tours           |
| 19   | LMP3   | 14   | Inter Europol Competition | Mateusz Kaprzyk Nico Pino Patryk Krupinski                 | Ligier JS P320                 | M     | 122   | + 8 tours           |
| 19   | LMP3   | 14   | Inter Europol Competition | Mateusz Kaprzyk Nico Pino Patryk Krupinski                 | Nissan VK56 5,6 l V8 Atmo      | M     | 122   | + 8 tours           |
| 20   | LMP3   | 19   | Cool Racing               | Matthew Bell Niklas Krütten Nicolas Maulini                | Ligier JS P320                 | M     | 122   | + 8 tours           |
| 20   | LMP3   | 19   | Cool Racing               | Matthew Bell Niklas Krütten Nicolas Maulini                | Nissan VK56 5,6 l V8 Atmo      | M     | 122   | + 8 tours           |
| 21   | LMP3   | 11   | Eurointernational         | Mattia Drudi Antoine Doquin Finn Gehrsitz                  | Ligier JS P320                 | M     | 122   | + 8 tours           |
| 21   | LMP3   | 11   | Eurointernational         | Mattia Drudi Antoine Doquin Finn Gehrsitz                  | Nissan VK56 5,6 l V8 Atmo\|    | M     | 122   | + 8 tours           |
| 22   | LMP3   | 3    | United Autosports         | Andrew Bentley Duncan Tappy James McGuire                  | Ligier JS P320                 | M     | 121   | + 9 tours           |
| 22   | LMP3   | 3    | United Autosports         | Andrew Bentley Duncan Tappy James McGuire                  | Nissan VK56 5,6 l V8 Atmo\|    | M     | 121   | + 9 tours           |
| 23   | LMP3   | 20   | Team Virage               | Rob Hodes Alex Fontana Julien Gerbi                        | Ligier JS P320                 | M     | 121   | + 9 tours           |
| 23   | LMP3   | 20   | Team Virage               | Rob Hodes Alex Fontana Julien Gerbi                        | Nissan VK56 5,6 l V8 Atmo      | M     | 121   | + 9 tours           |
| 24   | LMP3   | 6    | Nielsen Racing            | Nick Adcock Max Koebolt Austin McCusker                    | Ligier JS P320                 | M     | 121   | + 9 tours           |
| 24   | LMP3   | 6    | Nielsen Racing            | Nick Adcock Max Koebolt Austin McCusker                    | Nissan VK56 5,6 l V8 Atmo      | M     | 121   | + 9 tours           |
| 25   | LMGTE  | 80   | Iron Lynx                 | Matteo Cressoni Rino Mastronardi Miguel Molina             | Ferrari 488 GTE Evo            | G     | 121   | + 9 tours           |
| 25   | LMGTE  | 80   | Iron Lynx                 | Matteo Cressoni Rino Mastronardi Miguel Molina             | Ferrari F154CB 3,9 l V8 Turbo  | G     | 121   | + 9 tours           |
| 26   | LMGTE  | 93   | Proton Competition        | Michael Fassbender Felipe Laser (de) Richard Lietz         | Porsche 911 RSR-19             | G     | 121   | + 9 tours           |
| 26   | LMGTE  | 93   | Proton Competition        | Michael Fassbender Felipe Laser (de) Richard Lietz         | Porsche 4,2 l Flat-6 Atmo      | G     | 121   | + 9 tours           |
| 27   | LMGTE  | 83   | Iron Lynx                 | Rahel Frey Michelle Gatting Sarah Bovy                     | Ferrari 488 GTE Evo            | G     | 120   | + 10 tours          |
| 27   | LMGTE  | 83   | Iron Lynx                 | Rahel Frey Michelle Gatting Sarah Bovy                     | Ferrari F154CB 3,9 l V8 Turbo  | G     | 120   | + 10 tours          |
| 28   | LMGTE  | 55   | Spirit of Race            | Duncan Cameron Matthew Griffin David Perel                 | Ferrari 488 GTE Evo            | G     | 120   | + 10 tours          |
| 28   | LMGTE  | 55   | Spirit of Race            | Duncan Cameron Matthew Griffin David Perel                 | Ferrari F154CB 3,9 l V8 Turbo  | G     | 120   | + 10 tours          |
| 29   | LMGTE  | 77   | WeatherTech Racing        | Christian Ried Cooper MacNeil Gianmaria Bruni              | Porsche 911 RSR-19             | G     | 120   | + 10 tours          |
| 29   | LMGTE  | 77   | WeatherTech Racing        | Christian Ried Cooper MacNeil Gianmaria Bruni              | Porsche 4,2 l Flat-6 Atmo      | G     | 120   | + 10 tours          |
| 30   | LMGTE  | 66   | JMW Motorsport            | Rodrigo Sales Jody Fannin Thong Wei Fung Shaun             | Ferrari 488 GTE Evo            | G     | 120   | + 10 tours          |
| 30   | LMGTE  | 66   | JMW Motorsport            | Rodrigo Sales Jody Fannin Thong Wei Fung Shaun             | Ferrari F154CB 3,9 l V8 Turbo  | G     | 120   | + 10 tours          |
| 31   | LMGTE  | 95   | TF Sport                  | John Hartshorne Ross Gunn Ollie Hancock                    | Aston Martin Vantage AMR       | G     | 120   | + 10 tours          |
| 31   | LMGTE  | 95   | TF Sport                  | John Hartshorne Ross Gunn Ollie Hancock                    | Aston Martin 4,0 l V8 Bi-Turbo | G     | 120   | + 10 tours          |
| 32   | LMP3   | 12   | Racing Experience         | Gary Hauser Tom Cloet Guilherme Oliveira                   | Duqueine M30 - D08             | M     | 120   | + 10 tours          |
| 32   | LMP3   | 12   | Racing Experience         | Gary Hauser Tom Cloet Guilherme Oliveira                   | Nissan VK56 5,6 l V8 Atmo      | M     | 120   | + 10 tours          |
| 33   | LMGTE  | 60   | Iron Lynx                 | Paolo Ruberti Claudio Schiavoni Giorgio Sernagiotto        | Ferrari 488 GTE Evo            | G     | 120   | + 10 tours          |
| 33   | LMGTE  | 60   | Iron Lynx                 | Paolo Ruberti Claudio Schiavoni Giorgio Sernagiotto        | Ferrari F154CB 3,9 l V8 Turbo  | G     | 120   | + 10 tours          |
| 34   | LMGTE  | 6188 | AF Corse                  | Franck Dezoteux Pierre Ragues Côme Ledogar                 | Ferrari 488 GTE Evo            | G     | 120   | + 10 tours          |
| 34   | LMGTE  | 6188 | AF Corse                  | Franck Dezoteux Pierre Ragues Côme Ledogar                 | Ferrari F154CB 3,9 l V8 Turbo  | G     | 120   | + 10 tours          |
| 35   | LMGTE  | 88   | AF Corse                  | François Perrodo Emmanuel Collard Alessio Rovera           | Ferrari 488 GTE Evo            | G     | 120   | + 10 tours          |
| 35   | LMGTE  | 88   | AF Corse                  | François Perrodo Emmanuel Collard Alessio Rovera           | Ferrari F154CB 3,9 l V8 Turbo  | G     | 120   | + 10 tours          |
| 36   | LMP3   | 7    | Nielsen Racing            | Colin Noble Anthony Wells                                  | Ligier JS P320                 | M     | 109   | + 21 tours          |
| 36   | LMP3   | 7    | Nielsen Racing            | Colin Noble Anthony Wells                                  | Nissan VK56 5,6 l V8 Atmo      | M     | 109   | + 21 tours          |
| Abd. | LMP3   | 15   | RLR Msport                | Mike Benham Malthe Jakobsen Alex Kapadia                   | Ligier JS P320                 | M     | 100   |                     |
| Abd. | LMP3   | 15   | RLR Msport                | Mike Benham Malthe Jakobsen Alex Kapadia                   | Nissan VK56 5,6 l V8 Atmo      | M     | 100   |                     |
| Abd. | LMP3   | 5    | MV2S Racing               | Adrien Chila Christophe Cresp Fabien Lavergne              | Ligier JS P320                 | M     | 98    | Problème technique  |
| Abd. | LMP3   | 5    | MV2S Racing               | Adrien Chila Christophe Cresp Fabien Lavergne              | Nissan VK56 5,6 l V8 Atmo      | M     | 98    | Problème technique  |
| Abd. | LMP2   | 30   | DUQUEINE Team             | René Binder Tristan Gommendy Memo Rojas                    | Oreca 07                       | G     | 17    | Perte de roue       |
| Abd. | LMP2   | 30   | DUQUEINE Team             | René Binder Tristan Gommendy Memo Rojas                    | Gibson GK428 4,2 l V8 Atmo     | G     | 17    | Perte de roue       |
| Abd. | LMP3   | 18   | 1 AIM Villorba Corse      | Alessandro Bressan Damiano Fioravanti Andreas Laskaratos   | Ligier JS P320                 | M     | 15    | Sortie de piste     |
| Abd. | LMP3   | 18   | 1 AIM Villorba Corse      | Alessandro Bressan Damiano Fioravanti Andreas Laskaratos   | Nissan VK56 5,6 l V8 Atmo      | M     | 15    | Sortie de piste     |

## Pole position et record du tour
- Pole position :  Charles Milesi (#37 Cool Racing) en 1 min 30 s 812
- Meilleur tour en course :  Charles Milesi (#37 Cool Racing) en 1 min 32 s 212

## Tours en tête
- no 37 Oreca 07 - Cool Racing :  29 tours (1-29)[6]
- no 22 Oreca 07 - United Autosports :  71 tours (30-60 / 87-88 / 92-118 / 120-130)
- no 26 Aurus 01 - G-Drive Racing :  5 tours (61 / 89-91 / 119)
- no 41 Oreca 07 - Team WRT :  25 tours (62-86)

## À noter
- Longueur du circuit : 4,653 km
- Distance parcourue par les vainqueurs : 604,89 km